# HotSpot
HotSpot é uma máquina virtual Java para desktops e servidores, mantido e distribuído pela Oracle Corporation. Ele apresenta técnicas como just-in-time de compilação e otimização adaptativa projetado para melhorar o desempenho.